# Districte municipal de Semionovski
Semionovski Municipal Okrug (rus: Семёновский муниципа́льный о́круг), antigament Municipal Okrug #4 (муниципа́льный о́круг № 4), és un districte municipal del districte Admiralteiski de la ciutat federal de Sant Petersburg (Rússia). Població: 23.322 (cens de 2010) 29.572 (cens de 2002)
Limita amb el riu Fontanka al nord, el carrer Gorokhovaia a l'est, el canal Obvodni al sud i l'avinguda Moskovsky a l'oest.
Els llocs d'interès inclouen l'estació de tren de Vitebsky i l'Institut Tecnològic Estatal de Sant Petersburg.